# Stoomgemaal Arkemheen
Het Stoomgemaal Arkemheen (voorheen Stoomgemaal Hertog Reijnout) staat in de polder Arkemheen bij Nijkerk.

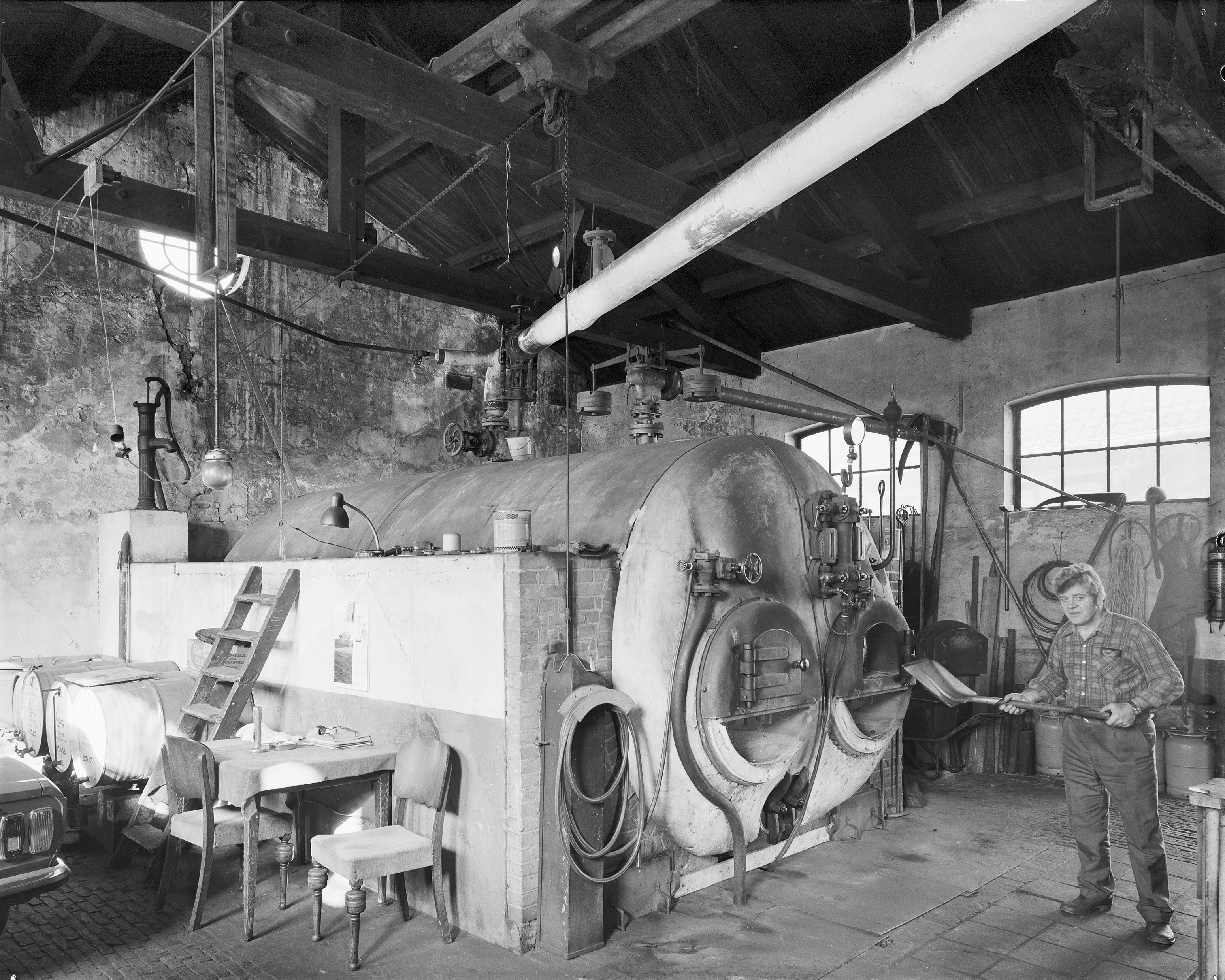
Machinist Hans Boone in het toen nog in bedrijf zijnde stoomgemaal (1975)

## Beschrijving
De polder kon tot 1863 op een natuurlijke wijze afwateren op de toenmalige Zuiderzee. In 1863 werd voor de afwatering een windmolen "Hertog Reijnout" gebouwd. Het stoomgemaal is in 1883 gebouwd om een gebied van ca. 3.000 ha te bemalen. De stoommachine is in 1882 gebouwd door Backer & Rueb. De windmolen verloor zijn functie en werd omgebouwd tot woning voor de machinist van het stoomgemaal. In 1908 kwam er een nieuwe ketel, gebouwd door Stork. Het stoomgemaal heeft dienst gedaan tot 1983, toen een elektrisch gemaal de functie overnam. Stoomgemaal Arkemheen is een schepradgemaal. 
In 1985 is het stoomgemaal gerestaureerd waarbij rond die tijd de schoorsteen in zijn geheel is vernieuwd. Sindsdien is het regelmatig open voor het publiek. Circa 12 dagen per jaar wordt het gemaal onder stoom gebracht. In 1996, 1998, 2010 en 2012 heeft het gemaal nog meegedraaid, omdat het elektrische gemaal het niet alleen aankon. In 2007 is het gemaal voorzien van een nieuwe stoomketel. Het gemaal is erkend als rijksmonument mede omdat het, volgens de Rijksdienst voor het Cultureel Erfgoed een "gaaf, compleet en zeer fraai onderdeel van het ensemble uit de bloeiperiode van het schepradgemaal" is.
In de oude kolenloods naast het gemaal is het Bezoekerscentrum Arkemheen gevestigd, waar veel informatie te vinden is over de polder Arkemheen en Natura2000 gebied Arkemheen.

## Technische gegevens
- bouwjaar stoommachine: 1883
- de stoommachine heeft één liggende, dubbelwerkende cilinder met een zuigerslag van 96 cm en 50 omwentelingen per minuut
- werkdruk is 2,5 bar
- vliegwiel weegt 7000 kg
- fabrikant stoommachine: Backer en Rueb, Breda
- vermogen: 110 pk
- condensor: injectie en vacuümpomp
- inhoud stoomketel: 8000 liter
- capaciteit stoomketel: 1200 kilo stoom per uur
- lengte stoomketel: 4,70 m
- diameter stoomketel: 1,80 m
- aantal vlampijpen: 78
- veiligheidskleppen: 2
- overbrenging door gietijzeren wielen met beukenhouten tanden
- diameter tandwiel: 5,20 m
- waterverplaatsing door de twee schepraderen: 260 m³ per minuut
- omwentelingen scheprad: 5 5/9 per minuut
- diameter scheprad: 7 m
- breedte scheprad: 1,63 cm
- aantal bladen per scheprad: 22
- opvoerhoogte: 70 cm gemiddeld en maximaal 110 cm
- schoorsteenhoogte: 28 meter; diameter voet: 4 m; diameter boven: 1,5 m
- te bemalen oppervlak: ± 3000 ha.

## Afbeeldingen

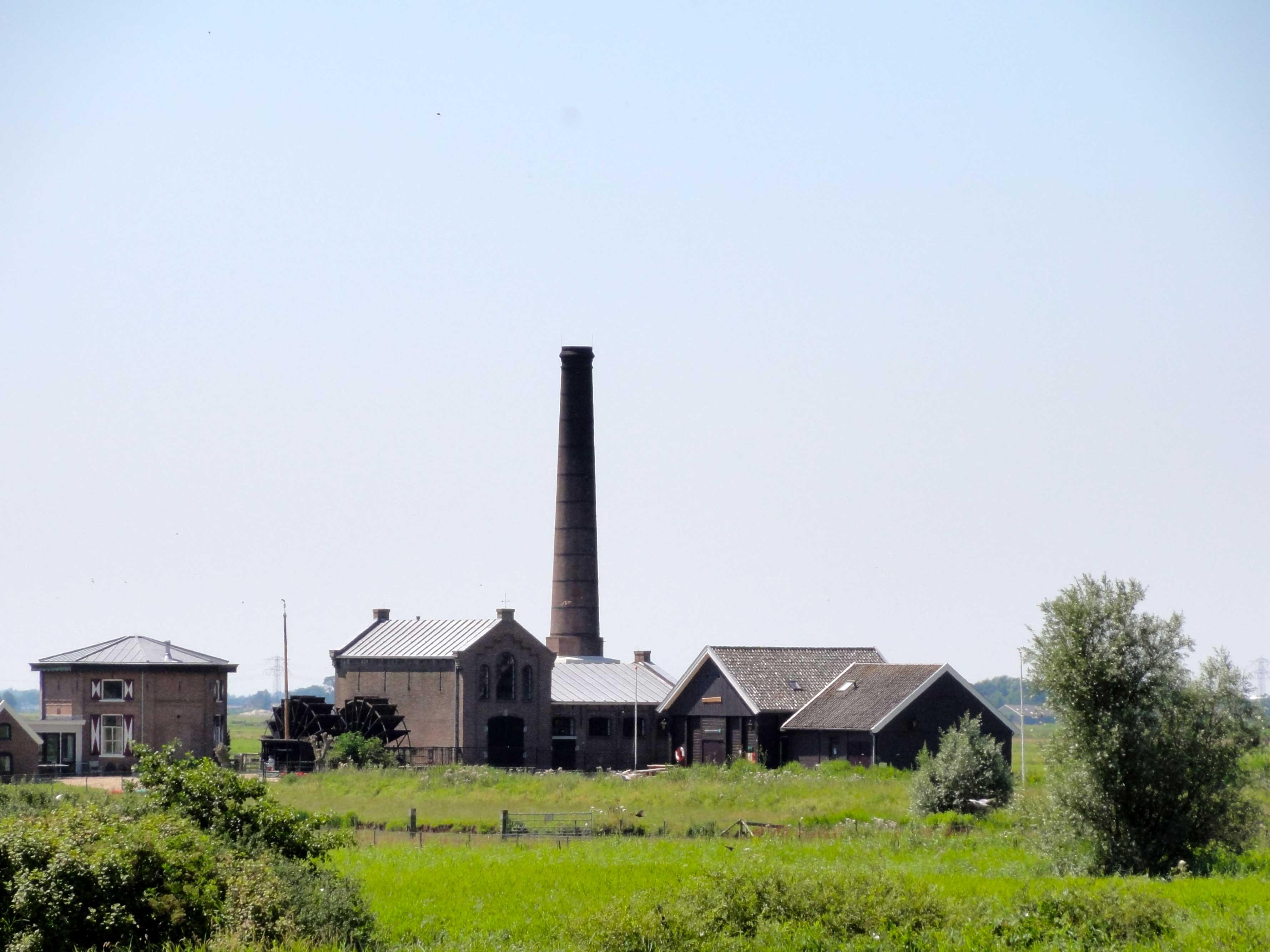
Gemaal Hertog Reijnout
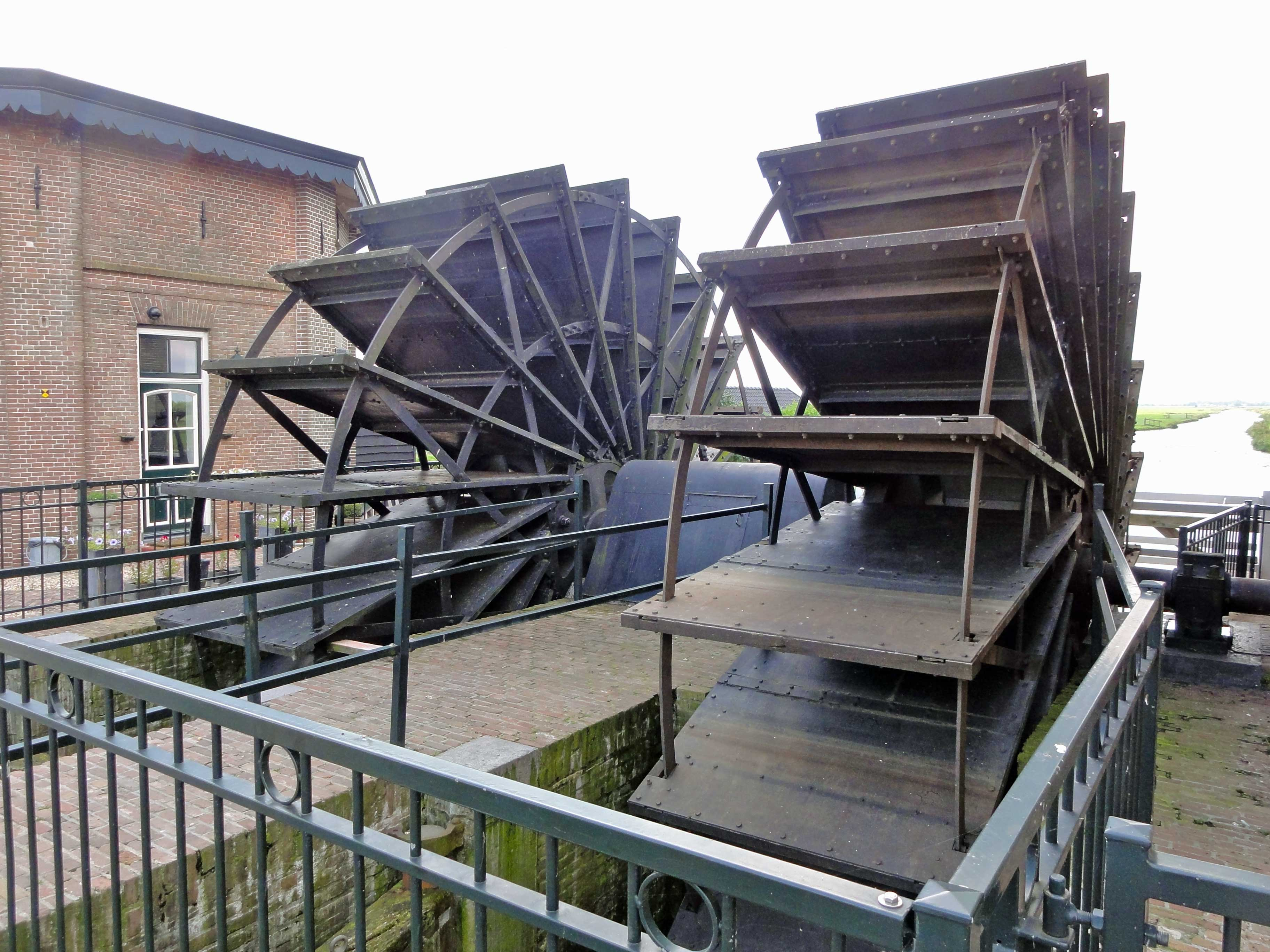
Schepraderen
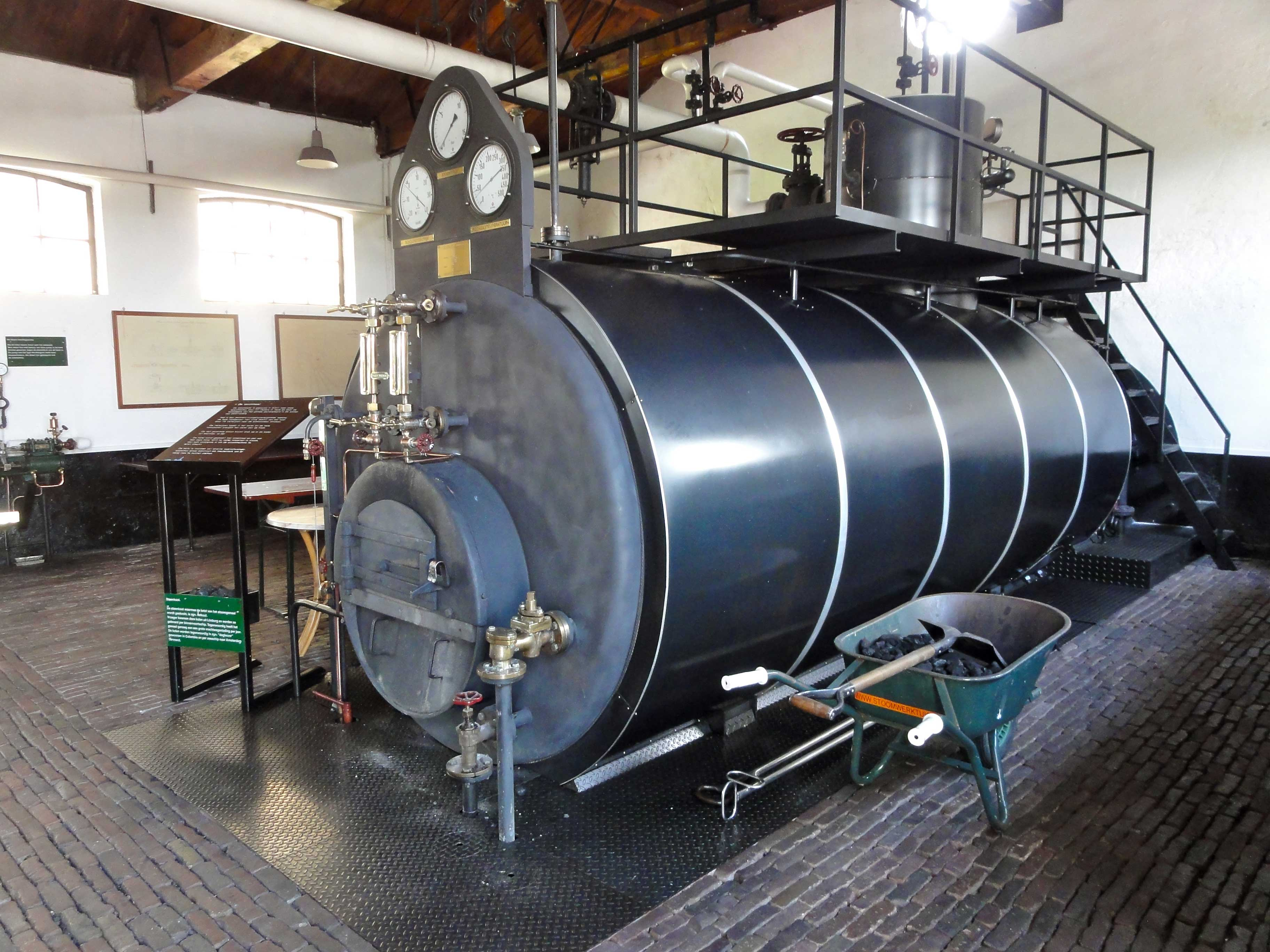
Stoomketel
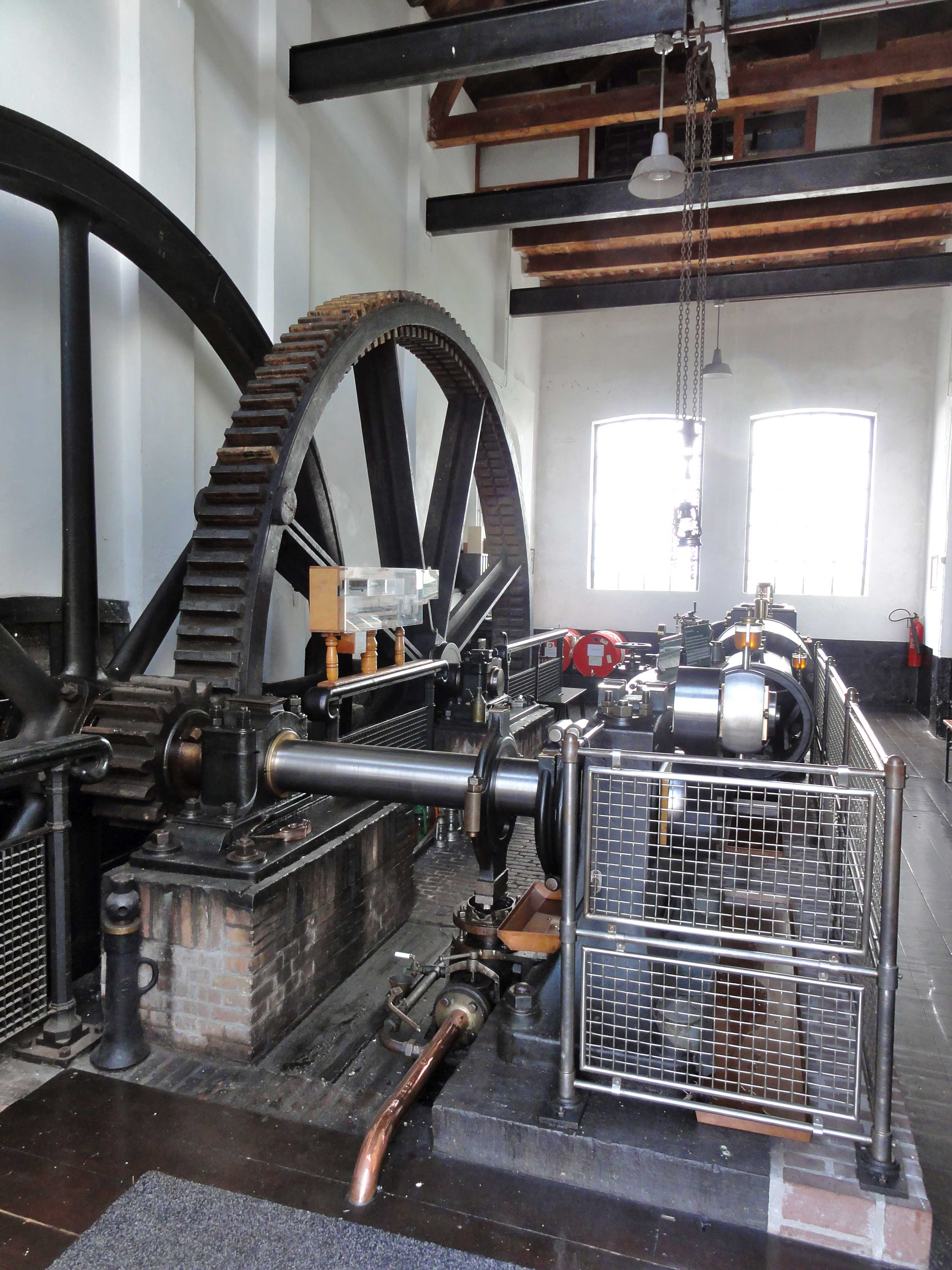
Machinekamer

## Trivia
Het Sinterklaasjournaal gebruikte in de afleveringen van 2010 het stoomgemaal als pepernotenfabriek van Harderwijk (waar in dat jaar de landelijke intocht plaatsgevonden had). Het ging hierbij om de buitenzijde; de binnenopnames werden wel daadwerkelijk in de Harderwijkse pepernotenfabriek gemaakt.